# 5e armée de choc
Pour les articles homonymes, voir 5e armée.
La 5e armée de choc est une unité de l'Armée rouge lors de la Grande guerre patriotique, appellation désignant la Seconde Guerre mondiale dans certains pays soviétiques.

## Formation
La 5e armée de choc par un ordre de la Stavka du 8 décembre 1942, à la suite de l'opération Saturne, pour faire face aux contre-attaques allemandes sur le cours inférieur de la Tchir, qui avaient pour but de secourir par l'ouest la VI. Armee encerclée dans Stalingrad.

### Composition
À sa création, la 5e armée de choc est composée des unités suivantes[réf. nécessaire] :
- 87e division de fusiliers (issue des réserves du front de Stalingrad)
- 258e division de fusiliers (issue des réserves de la 5e armée de chars)
- 300e division de fusiliers (issue de la 51e armée)
- 315e division de fusiliers (issue de la 51e armée)
- 4e division de fusiliers de la Garde (issue des réserves de la 5e armée de chars)
- 3e corps de cavalerie de la Garde (issu des réserves de la 5e armée de chars)
- 4e corps mécanisé (issu de la 57e armée)
- 7e corps de chars (issu des réserves du front de Stalingrad)
- 23e corps de chars (issu des réserves du front de Stalingrad)

### Commandants
- Lieutenant-général Markian Popov (décembre 1942);
- Lieutenant-général (depuis décembre 1943 - colonel général) Viatcheslav Tsvetaïev (décembre 1942 — mai 1944);
- Lieutenant-général (depuis avril 1945 colonel général) Nikolaï Berzarine (mai 1944 — juin 1945).
- Colonel général Alexandre Gorbatov (juin 1945 — décembre 1946).